# Alcathousiella polyrhaphoides
Alcathousiella polyrhaphoides là một loài bọ cánh cứng trong họ Cerambycidae.